# Josh Rouse
Josh Rouse (n. 9 de març de 1972) és un cantautor de folk pop estatunidenc.

## Biografia
Va néixer a Paxton, Nebraska, però es va traslladar a diversos pobles de l'est durant la seva infància pel fet que el seu pare era militar. Va estudiar a la Universitat Estatal Austin Peay, a Texas, després de la qual cosa es va mudar a Tennessee, lloc on va conèixer diversos músics i va començar la seva carrera musical.
El seu tema debut va ser Dressed Up like Nebraska. A causa del bon acolliment de la crítica va llançar el seu segon disc "Home" el 2000, els èxits del qual van ser més tard, usats en xous televisius i bandes sonores.
El 2002 va llançar "Under Cold Blue Stars" i el 2003 va llançar "1972", en honor de l'any en què va néixer, amb un estil dels cantautors de l'època del seu naixement. El 2005 va llançar "Nashville" i el 2006 "Subtítulo'", la qual cosa va coincidir amb el seu trasllat a Espanya.
El 2007 Rouse va llançar un disc duets amb Paz Suay sota el títol "She's Spanish, I'm American". Aquest mateix any va llançar un nou àlbum "Country Mouse City House".
A l'octubre de 2008 va llançar un EP titulat "Valencia EP", la quarta cançó del qual porta el nom del seu últim disc "El turista" que va veure la llum al febrer del 2010 als Estats Units.
El 7 d'abril de 2015 llança un disc titulat "The embers of time", el seu últim treball fins avui.
Rouse i Suay tenen dos fills.
L'1 de novembre de 2019 Rouse va editar l'àlbum de festes The Holiday Sounds Of Josh Rouse.

## Discografia
Àlbums d'estudi
- Dressed Up Like Nebraska (1998)
- Home (2000)
- Under Cold Blue Stars (2002)
- 1972 (2003)
- Nashville (2005)
- Subtítulo (2006)
- Country Mouse City House (2007)
- El Turista (2010)
- Josh Rouse and The Long Vacations (2011)
- The Happiness Waltz (2013)
- The Embers of Time (2015)
- Love in the Modern Age (2018)
- The Holiday Sounds of Josh Rouse (2019)

EPs i mini-àlbums
- Chester with Kurt Wagner (1999)
- Bedroom Classics, Vol. 1 (2001)
- Bedroom Classics, Vol. 2 (2005)
- She's Spanish, I'm American with Paz Suay (2007)
- Bedroom Classics, Vol. 3 (2008)
- Bedroom Classics, Vol. 4 (2016)

Bandes sonores
- La Gran Familia Española (Original Score) (2013)

Compilacions
- The Smooth Sounds of Josh Rouse (2004)
- The Best of the Rykodisc Years (2008)

Singles
- "Directions" (2000)
- "Christmas With Jesus" (2001)
- "Feeling No Pain" (2002)
- "Nothing Gives Me Pleasure" (2002)
- "Love Vibration" (2003)
- "Come Back (Light Therapy)" (2004)
- "Winter in the Hamptons" (2005)
- "It's the Nighttime" (2005)
- "Julie (Come Out of the Rain)" (2013)
- "Some Days I'm Golden All Night" (2015)
- "Businessman" (2018)

## Premis
XXVIII Premis Goya
| Categoria             | Persona                                      | Resultat  |
| --------------------- | -------------------------------------------- | --------- |
| Millor cançó original | Do you really want to be in love? Josh Rouse | Guanyador |